# Mislav Hodžić
Mons. Mislav Hodžić, Th.D. (* 6. června 1977 Split) je chorvatský katolický kněz, diplomat ve službách Apoštolského stolce.

## Život

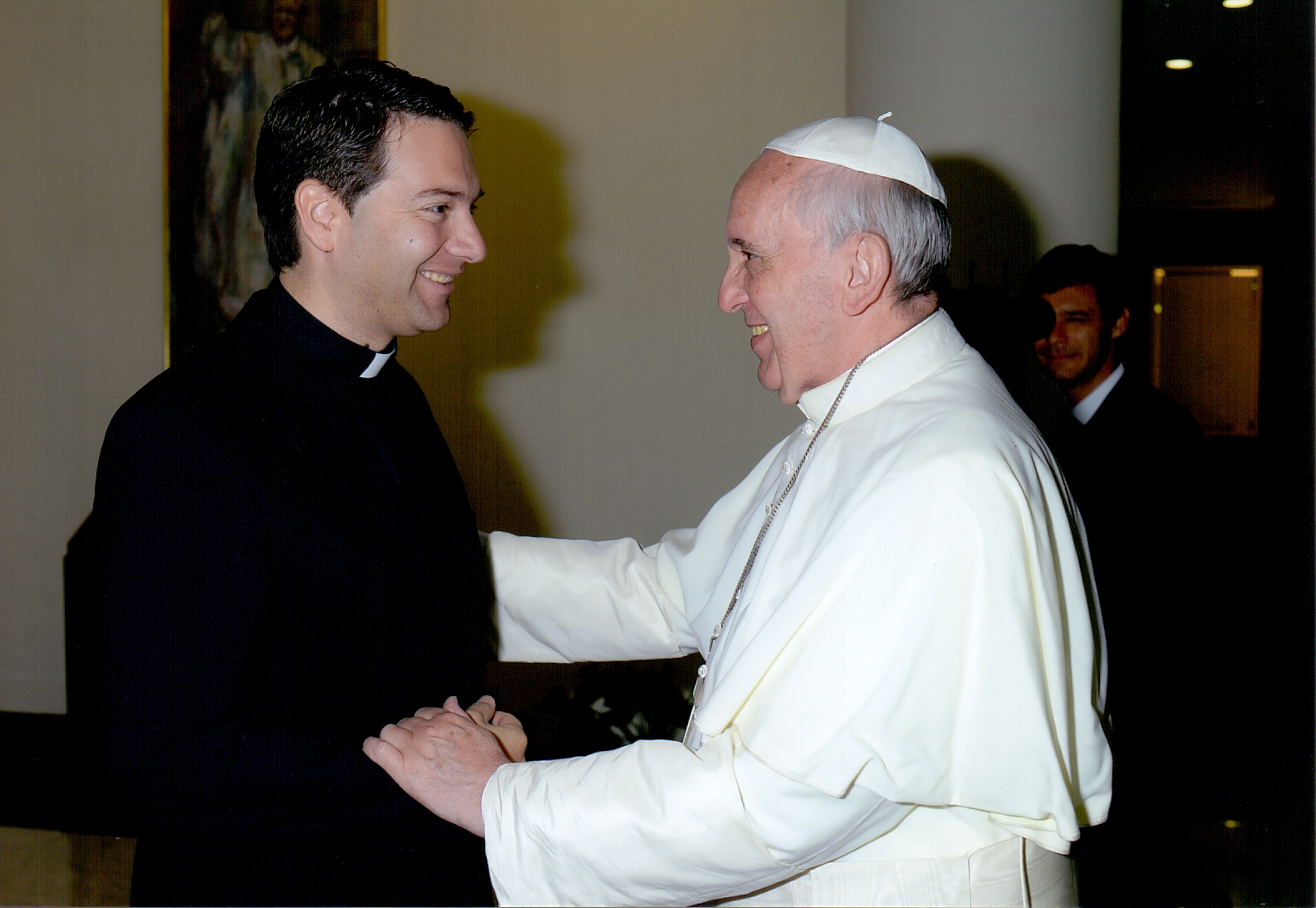
Papež František s Mislavem Hodžićem

Základní školu absolvoval v Kaštel Stari (1983-1991) a středoškolská studia na matematickém lyceu ve Splitu (1991-1995).
V roce 1995 vstoupil do interdiecézního kněžského semináře ve Splitu a na Katolické teologické fakultě Univerzity ve Splitu dosáhl v roce 2002 titulu bakalář. V letech 2004 až 2009 studoval obor fundamentální teologie na Papežské gregoriánské univerzitě v Římě, kde dosáhl licenciátu závěrečnou prací na téma La Rivelazione in Romano Guardini, pod vedením P. Donatha Herscika, TJ a doktorátu dizertační prací nazvanou La genesi della fede. La formazione della coscienza credente tra essere riconosciuto ed essere riconoscente pod vedením P. Elmara Salmanna, OSB. V letech 2008–2010 absolvoval kurzy kanonického a mezinárodního práva na Papežské lateránské univerzitě v Římě.

Dne 23. června 2002 byl vysvěcen na kněze Arcidiecéze Split-Makarska. Po kněžském svěcení byl v letech 2002-2004 kaplanem konkatedrální farnosti svatého Petra apoštola a odpovědným za pastoraci mládeže Arcidiecéze Split-Makarska. Od roku 2005 do roku 2009 pracoval na Státním sekretariátu Svatého stolce. Po studiích na Papežské církevní akademii (2008-2010) vstoupil 1. července 2010 do diplomatických služeb Svatého stolce. Pracoval na Apoštolských nunciaturách v Paraguay a v České republice. Dne 1. října 2013 jej papež František jmenoval kaplanem Jeho Svatosti.